# کاسترییو دل بال
کاسترییو دل بال (به اسپانیایی: Castrillo del Val) یک شهرستان در اسپانیا است.